# 勿洛蓄水池
勿洛蓄水池（英語：Bedok Reservoir），是新加坡東部的一個蓄水池，勿洛新城的北側。該水庫的表面積為880,000平方米

，蓄水容量為1280萬立方米。 水庫的平均深度為9米，最大深度為18.2米。長度為4.3公里。
蓄水池的南側有勿洛蓄水池地鐵站，連接全島地鐵線路。